# Musa ibn Hasan
Musa ibn Hasan fou un funcionari otomà que va exercir com a sandjakbegi de Gaza succeint al seu germà Husayn ibn Hasan. Només se sap el seu nom i que va recollir la successió el 1662, però no s'han conservat dades del seu govern ni personals. Fou el darrer governador de la família Al Xahin.